# Magnús Guðmundsson
Magnús Guðmundsson (* 6. Februar 1879 in Rútsstaðir, Svínadalur; † 28. November 1937 in Island) war ein isländischer Politiker (Konservative Partei, Unabhängigkeitspartei) sowie Justiz-, Finanz- und Premierminister Islands.

## Leben
Magnús studierte an der Universität Kopenhagen Rechtswissenschaft und machte seinen Abschluss im Jahre 1907.
Für seinen Wahlkreis in Nordwestirland war er von 1916 bis zu seinem Tod Mitglied des isländischen Parlaments Althing.
Am 25. Februar 1920 löste er Sigurður Eggerz als Finanzminister ab und bekleidete das Amt bis zum 7. März 1922. Sein Nachfolger war Magnús Jónsson.
Nach dem Tod von Premierminister Jón Magnússon hatte Magnús das Amt zwischen dem 23. Juni und dem 8. Juli 1926 inne, ihm folgte Jón Þorláksson nach.
Magnús war Mitglied der Konservativen Partei Íhaldsflokkurinn, einer Vorgängerpartei der Unabhängigkeitspartei, zu deren Gründungsmitgliedern er gehörte.
Er war drei Mal Justizminister: Zunächst übernahm er das Amt in der Nachfolge von Jón Magnússon am 8. Juli 1926 und führte es bis zum 28. August 1927, bis er es an seinen Nachfolger Jónas Jónsson übergab. Am 3. Juni 1932 übernahm er das Amt wieder von Jónas Jónsson und führte es für kurze Zeit bis zum 14. November 1932, sein Nachfolger war Ólafur Thors. Von diesem übernahm er das Amt am 23. Dezember 1932 erneut und hatte es bis zum 28. Juli 1934 inne. Sein Nachfolger war Hermann Jónasson.
Magnús bekleidete das Amt damit in der ersten Regierungsbeteiligung der Unabhängigkeitspartei.
Magnús war mit Sofia Bogadóttir verheiratet.